# وادي بوا
وادي بوا هو وادٍ كبير يمتد على طول المنطقة من أعالي جبال الحجاز ويمر بمدينة أبو راكة وينزل إلى عالية نجد مرورًا بمنطقة الرقيق إلى أن يصب في أكبر أودية الجزيرة العربية وادي تربة.
تكثر به النباتات بأنواعها وكذلك العدود القديمة والآبار.